# Kapushangya

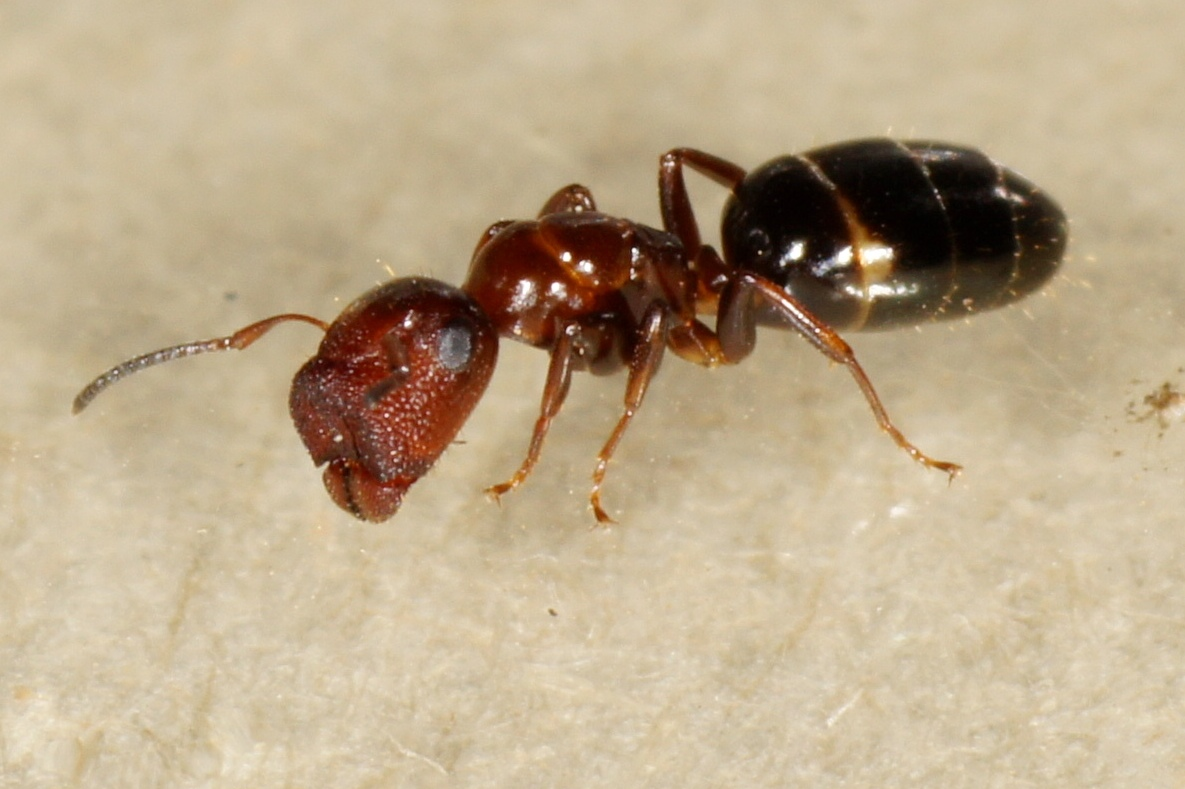
Közönséges kapushangya (Colobopsis truncata) major dolgozó

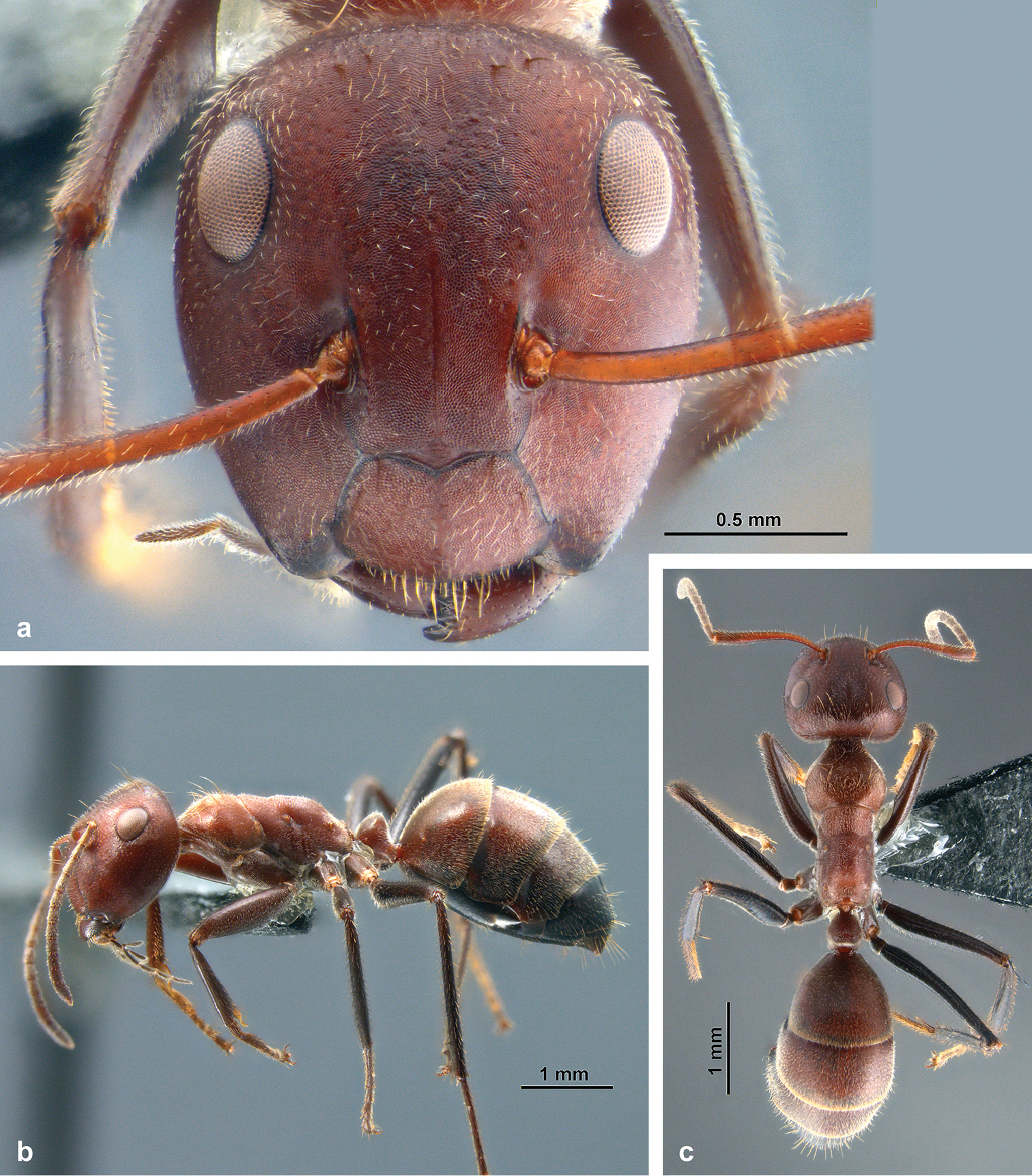
olobopsis explodens minor dolgozó

A kapushangya (Colobopsis) a vöröshangyaformák (Formicinae) alcsaládjában a lóhangyarokonúak (Camponotini) nemzetség egyik neme.

## Származása, elterjedése
Magyarországon egy faja él. Ez a típusfaj, a közönséges kapushangya (Colobopsis truncata).

## Megjelenése, felépítése
Kis termetűek, a királynő se éri el az 1 cm-t.
Major dolgozói annyira különböznek a minoroktól, hogy sokáig külön faj képviselőinek gondolták őket. A major dolgozók feje henger alakú, elöl lapított (jóval hosszabb és szélesebb, mint minoroké), a színe pedig olyan, mint a boly lakhelyéül választott fa kérgéé — mi több, mintázata is hasonlít ahhoz. A királynő feje a major dolgozókéhoz hasonlít.
A major dolgozók a királynővel összevethető méretűek.

## Életmódja, élőhelye
Ragadozó (más rovarokat zsákmányol), de a mézet sem veti meg.
Egykirálynős (monogyn) bolyai eleinte annyira kis létszámúak, hogy valamely keményfa elszáradt gallyacskájában vagy akár gubacsban is elférnek (Tartally). A fészket később is a leggyakrabban keményfába rágják. Fontos ismérvük, hogy a fészeknek egyetlen kijárata van. Ez a nyílás kör alakú és akkora, hogy a major dolgozó feje pontosan beleillik és védőszínének köszönhetően nemcsak elzárja, de el is rejti a bejáratot. Szabó-Patay József megfigyelései szerint az élő kapu csak akkor húzódik hátra, ha egy minor dolgozó csápjával megkopogtatja a kapus fejét. A belülről érkező hangyák a kapus potrohát kopogtatják meg.
A királynő azért a major dolgozókhoz hasonlít, mert a boly alapítása utáni időszakban (amikor még nem fejlődtek ki az első dolgozók) ő maga zárja el fejével a bejáratot.

## A
- Colobopsis abdita
- Colobopsis anderseni
- Colobopsis annetteae
- Colobopsis aruensis
- Colobopsis aurata
- Colobopsis aurelianus

## B
- Colobopsis badia
- Colobopsis brachycephala
- Colobopsis bryani

## C
- Colobopsis calva
- Colobopsis camelus
- Colobopsis cerberula
- Colobopsis ceylonica
- Colobopsis clerodendri
- Colobopsis conica
- Colobopsis conithorax
- Colobopsis corallina
- Colobopsis cotesii
- Colobopsis cristata
- Colobopsis culmicola
- Colobopsis custodula
- Colobopsis cylindrica

## D
- Colobopsis dentata
- Colobopsis desecta

## E
- Colobopsis elysii
- Colobopsis equus
- Colobopsis etiolata
- Colobopsis excavata
- Colobopsis explodens

## F
- Colobopsis fijiana
- Colobopsis flavolimbata

## G
- Colobopsis gasseri
- Colobopsis gundlachi
- Colobopsis guppyi

## H
- Colobopsis horrens
- Colobopsis horripilus
- Colobopsis hosei
- Colobopsis howensis
- Colobopsis hunteri

## I
- Colobopsis impressa
- Colobopsis imitans

## K
- Colobopsis kadi
- Colobopsis karawaiewi

## L
- Colobopsis laminata
- Colobopsis laotsei
- Colobopsis lauensis
- Colobopsis leonardi
- Colobopsis levuana
- Colobopsis loa
- Colobopsis longi

## M
- Colobopsis maafui
- Colobopsis macarangae
- Colobopsis macrocephala
- Colobopsis manni
- Colobopsis markli
- Colobopsis mathildeae
- Colobopsis mississippiensis
- Colobopsis mutilata

## N
- Colobopsis newzealandica
- Colobopsis nigrifrons
- Colobopsis nipponica

## O
- Colobopsis obliqua
- Colobopsis oceanica

## P
- Colobopsis papago
- Colobopsis perneser
- Colobopsis phragmaticola
- Colobopsis politae
- Colobopsis polynesica
- Colobopsis pylartes
- Colobopsis pylora

## Q
- Colobopsis quadriceps

## R
- Colobopsis reepeni
- Colobopsis riehlii
- Colobopsis rothneyi
- Colobopsis rotunda
- Colobopsis rufifrons

## S
- Colobopsis sadina
- Colobopsis saginata
- Colobopsis sanguinifrons
- Colobopsis saundersi
- Colobopsis schmeltzi
- Colobopsis schmitzi
- Colobopsis severini
- Colobopsis shohki
- Colobopsis smithiana
- Colobopsis sommeri
- Colobopsis stricta

## T
- Colobopsis taivanae
- Colobopsis trajanus
- Colobopsis tricolor
- Colobopsis triton
- Colobopsis truncata

## U
- Colobopsis umbratilis

## V
- Colobopsis vitiensis
- Colobopsis vitrea

## W
- Colobopsis wildae